# Sachsenring
A Sachsenring autó- és motorversenypálya Németországban, Szászország Hohenstein-Ernstthal településén. Hossza 3671 méter, 1927-ben készült el, de azóta több felújításon is átesett, amelyek során általában rövidült a nyomvonala. Legutóbb 2003-ban esett át restauráláson.

## Története
A németországi Chemnitz környékén 1927-ben rendezték az első motorversenyt közutakon, és ténylegesen versenyzésre épített pálya híján egészen 1990-ig ilyen módon, vagyis közutakon bonyolították le az ottani versenyeket. A technika fejlődésével azonban a motorok egyre gyorsabbá váltak, így életveszélyessé vált a közutakon való féktelen száguldás, ezért 1996-ban megépítették a kifejezetten versenyzés céljára kialakított pályát, a Sachsenringet.
1962 és 1971 között (vagyis még közutakon) ez a helyszín adott otthont a gyorsasági-motoros világbajnokság Kelet-német Nagydíjának, míg a modern pálya először 1998-ban fogadta a világbajnokság mezőnyét, és azóta minden évben a Sachsenringen rendezik a  MotoGP német nagydíjat. Az ottani pálya számít az egész versenysorozat egyik leglassabb helyszínének, ám részben épp ezért rendre nagyon izgalmas, szoros versenyeket láthatnak a német futamon a szurkolók.
A pályát kevés valódi előzési pont és óriási szintkülönbségek jellemzik, ennek egyik legjobb példája a „Vízesés” nevű kanyarkombináció.